# Un beau matin (film, 2022)
Pour les articles homonymes, voir Un beau matin.
Pour plus de détails, voir Fiche technique et Distribution.

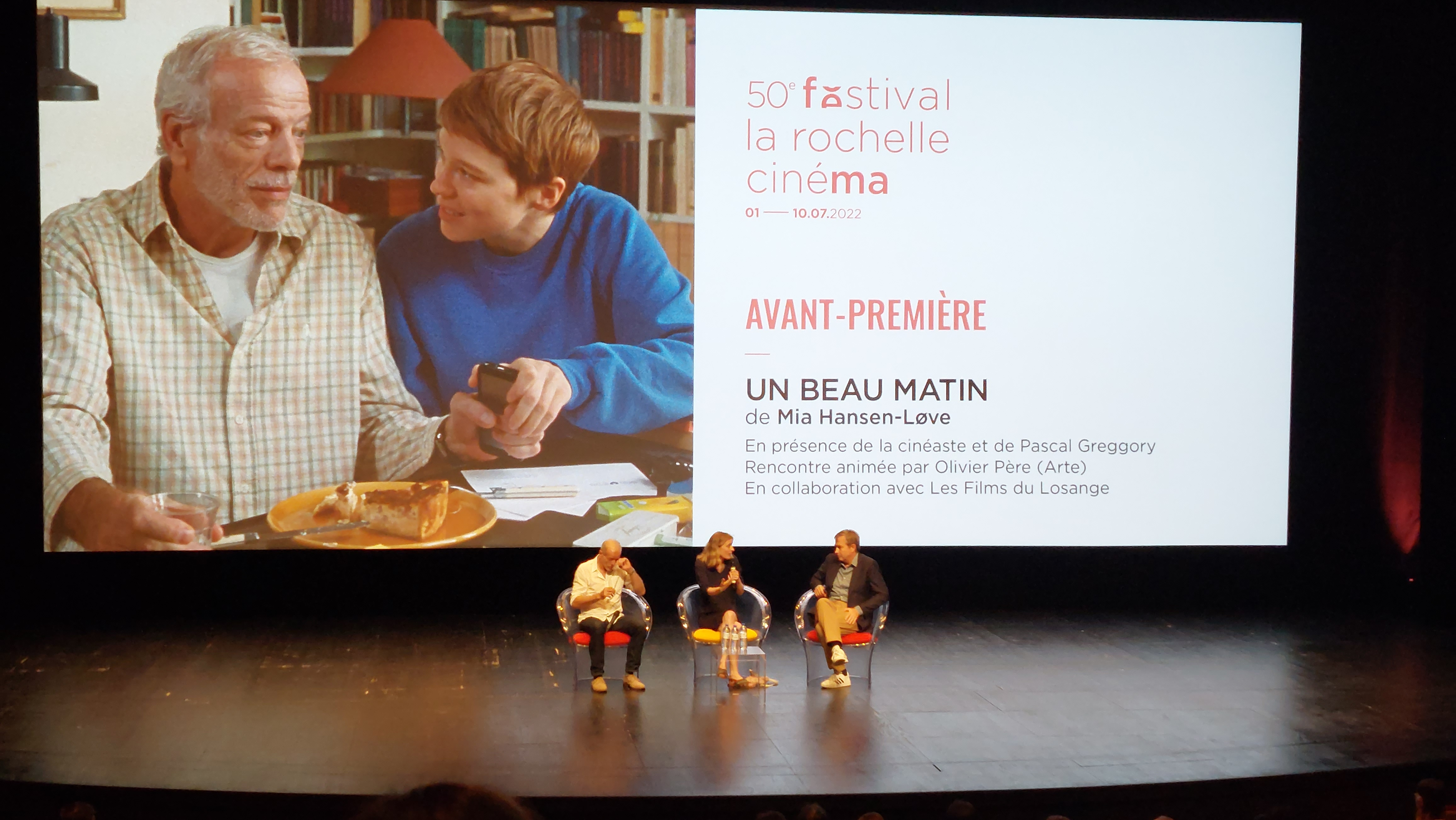
Avant-première du film en présence de Mia Hansen-Løve et Pascal Greggory lors du Festival de La Rochelle en juillet 2022.

Un beau matin est un film français réalisé par Mia Hansen-Løve et sorti en 2022.

## Synopsis
Sandra vit seule avec sa fille de huit ans dans un petit appartement parisien. Alors que son père s'enfonce dans une maladie dégénérative et qu'elle doit s'engager dans un parcours du combattant entre hôpitaux et Ehpads pour l'installer en lieu sûr, elle fait la rencontre inattendue de Clément, un ami perdu de vue avec qui s’ouvre une relation passionnée, mais incertaine. 

## Fiche technique
Sauf indication contraire, les informations mentionnées dans cette section peuvent être confirmées par la base de données cinématographiques IMDb,  présente dans la section « Liens externes ».
- Réalisation et scénario : Mia Hansen-Løve
- Photographie : Denis Lenoir
- Montage : Marion Monnier
- Direction de production : Julien Flick
- Production : Philippe Martin et David Thion
- Sociétés de production : Les Films Pelléas, Razor Films et Arte France Cinéma
- Langue originale : français
- Genre : drame, romance
- Dates de sortie :
  - France : 20 mai 2022 (Festival de Cannes 2022),  5 octobre 2022 (sortie nationale)

## Distribution
Sauf indication contraire, les informations mentionnées dans cette section peuvent être confirmées par la base de données cinématographiques Allociné,  présente dans la section « Liens externes ».
- Léa Seydoux : Sandra Kingsler
- Pascal Greggory : Georg Kingsler, le père de Sandra
- Melvil Poupaud : Clément
- Nicole Garcia : Françoise, la mère de Sandra
- Camille Leban Martins : Linn, la fille de Sandra, 8 ans
- Sarah Le Picard : Elodie Kienzler, la sœur de Sandra
- Elsa Guedj : Esther

## Autour du film
Comme souvent dans l’œuvre de Mia Hansen-Løve, le film semble inspiré d'éléments autobiographiques. En effet, Ole Hansen-Løve, le père de la réalisatrice, a souffert d'une maladie dégénérative, dite du syndrome de Benson, dans les dix dernières années de sa vie.

## Accueil

### Critique
En France, le site Allociné propose une moyenne de 3,7⁄5, après avoir recensé 32 critiques de presse.

### Box-office
Le long-métrage réalise 6 507 entrées (dont 2 282 en avant-première), pour 185 copies, pour sa première semaine d'exploitation en France, derrière Tori et Lokita (6 998) et devant Une femme de notre temps (1 842).

## Distinctions

### Récompense
- Festival de Cannes 2022 : Label Europa Cinemas

### Sélection
- Festival de Cannes 2022 : Quinzaine des réalisateurs